# Eli Apple
(en) Statistiques sur pro-football-reference
Eli Apple, né Eli Woodard le 9 août 1995 à Philadelphie, Pennsylvanie, est un joueur américain de football américain évoluant au poste de cornerback dans la National Football League (NFL).
Après avoir joué au niveau universitaire pour les Buckeyes d'Ohio State, il est sélectionné par les Giants de New York lors de la draft 2016 de la NFL où il reste trois saisons. Il passe ensuite chez les Saints de La Nouvelle-Orléans (2016-2018), les Panthers de la Caroline (2020) et les Bengals de Cincinnati (2021-2022) avant de signer en 2023 avec les Dolphins de Miami.

## Carrière sportive

### Giants de New York (2016-2018)
Sous le maillot des Giants, Apple connaît de nombreux problèmes de discipline, il est notamment suspendu une rencontre à la fin de la saison 2017 pour une virulente dispute avec ses entraîneurs. Son coéquipier Landon Collins dit de lui qu'il est un « cancer » pour l'équipe. En octobre 2018, le cornerback est échangé aux Saints de La Nouvelle-Orléans en échange d'un choix de quatrième tour de draft,,.

### Saints de La Nouvelle-Orléans (2018-2019)
Arrivé au cours de la saison 2018 dans l'équipe des Saints de La Nouvelle-Orléans, Eli Apple s'adapte rapidement. Les Saints le désiraient pour renforcer l'escouade décimée des cornerbacks. En effet, Patrick Robinson s'était blessé à la cheville en 6e semaine et Ken Crawley (en) s'était blessé au muscle oblique interne abdominal la veille de l'échange. L'entraineur principal Sean Payton désigne de suite Apple comme titulaire. Il retrouve ainsi ses anciens équipiers à Ohio State, Marshon Lattimore et Vonn Bell (en).
Il fait ses débuts pour La Nouvelle-Orléans le 28 octobre 2018 et effectue neuf tacles en solo lors de la victoire 30-20 contre les Vikings du Minnesotaen 8e semaine. Le 11 novembre 2018, Apple réussit sa première interception pour les Saints lors de la victoire 51-14 sur les Bengals de Cincinnati. Il en réussit une deuxième la semaine suivante contre les Panthers de la Caroline.
Le 1er mai 2019, déclinent l'option de cinquième année du contrat d'Apple. Il débute quinze matchs en 2019, totalisant 58 tacles, quatre passes défendues, et force un fumble. Pendant la période de free agency 2020, Apple est sur le point de signer avec les Raiders de Las Vegas avant que l'accord n'échoue.

### Panthers de la Caroline
Le 29 mai 2020, Apple signe un contrat d'un an pour un montant de 3 millions de $ avec les Panthers de la Caroline. Il est placé sur la liste des blessés réservistes le 7 septembre 2020 à la suite de blessures au pied et à la cheville. Il est réactivé le 3 octobre 2020 mais libéré par la franchise le 27 octobre 2020.

### Bengals de Cincinnati
Le 23 mars 2021, Apple signe un contrat d'un an avec les Bengals de Cincinnati.

### Dolphins de Miami
Le 29 juillet 2023, Apple signe avec les Dolphins de Miami.

## Statistiques
| Année      | Équipe                        | MJ |                 | Plaquages       | Plaquages       | Plaquages       | Plaquages       |                 | Interceptions   | Interceptions   | Interceptions | Interceptions |  | Fumbles | Fumbles |
| Année      | Équipe                        | MJ | Total           | Seul            | Ast.            | Sacks           | Nb.             | Yards           | Déf.            | TD              | Nb.           | Rec.          |  |         |         |
| 2016       | Giants de New York            | 14 | 51              | 41              | 10              | 0               | 1               | 0               | 7               | 0               | 1             | 2             |  |         |         |
| 2017       | Giants de New York            | 11 | 49              | 41              | 08              | 0               | 0               | 0               | 8               | 0               | 0             | 2             |  |         |         |
| 2018       | Giants de New York            | 05 | 23              | 20              | 03              | 0               | 0               | 0               | 5               | 0               | 1             | 1             |  |         |         |
| 2018       | Saints de La Nouvelle-Orléans | 10 | 52              | 42              | 10              | 0               | 2               | 29              | 9               | 0               | 0             | 1             |  |         |         |
| 2019       | Saints de La Nouvelle-Orléans | 15 | 58              | 53              | 05              | 0               | 0               | 0               | 4               | 0               | 1             | 0             |  |         |         |
| 2020       | Panthers de la Caroline       | 02 | 04              | 03              | 01              | 0               | 0               | 0               | 0               | 0               | 0             | 0             |  |         |         |
| 2021       | Bengals de Cincinnati         | 16 | 49              | 38              | 11              | 0               | 02              | 50              | 10              | 0               | 0             | 1             |  |         |         |
| 2022       | Bengals de Cincinnati         | 08 | 21              | 14              | 07              | 0               | 0               | 0               | 02              | 0               | 0             | 0             |  |         |         |
| 2023       | Dolphins de Miami             | ?  | Saison en cours | Saison en cours | Saison en cours | Saison en cours | Saison en cours | Saison en cours | Saison en cours | Saison en cours | ?             | ?             |  |         |         |
| Totaux NFL | Totaux NFL                    | 81 | 307             | 252             | 55              | 0               | 5               | 78              | 45              | 0               | 3             | 7             |  |         |         |

| Année      | Équipe                        | MJ |       | Plaquages | Plaquages | Plaquages | Plaquages |       | Interceptions | Interceptions | Interceptions | Interceptions |  | Fumbles | Fumbles |
| Année      | Équipe                        | MJ | Total | Seul      | Ast.      | Sacks     | Nb.       | Yards | Déf.          | TD            | Nb.           | Rec.          |  |         |         |
| 2016       | Giants de New York            | 1  | 04    | 4         | 0         | 0         | 0         | 0     | 0             | 1             | 0             | 0             |  |         |         |
| 2018       | Saints de La Nouvelle-Orléans | 2  | 08    | 7         | 1         | 0         | 0         | 0     | 0             | 1             | 0             | 0             |  |         |         |
| Totaux NFL | Totaux NFL                    | 3  | 12    | 11        | 1         | 0         | 0         | 0     | 0             | 2             | 0             | 0             |  |         |         |